# ألوالكريا
الألوالكريا (الاسم العلمي: Alwalkeria) (نسبة إلى: أليك والكر "Alick Walker")، جنس منقرض من ديناصورات سحلية الورك قاعدية التي عاشت خلال فترة الثلاثي المتأخر في الهند. وهو من الحيوانات القارتة الصغيرة ثنائيات الحركة.